# نادي دارلنغتون
نادي دارلنغتون لكرة القدم (بالإنجليزية: Darlington Football Club)‏ هو نادي كرة قدم بريطاني أٌسس عام 1883. يلعب النادي في دوري الدرجة الخامسة الإنجليزي.